# Hunyadi
Hunyadi so bili v 15. stoletju ena od najmočnejših plemiških družin v Ogrskem kraljestvu. Njen član Matija Korvin je bil od leta 1458 do 1490 kralj Ogrske, od leta 1469 do 1490 kralj Češke, ki je vladal na Moravskem, Spodnji in Gornji Lužici in Šleziji, in od leta 1487 do 1490 vojvoda Avstrije. Njegov nezakonski sin Ivan Korvin je od leta 1485 do 1501 vladal v  vojvodini Opava in od leta 1485 do 1490 v  petih šlezijskih vojvodinah  (Bytom, Głubczyce, Loslau, Racibórz in Tost). Na družinskem grbu je bil upodobljen vran z zlatim prstanom v kljunu.
Ustanovitelj rodbine je bil Vojk Hunyadi, ki je od ogrskega kralja Sigismunda Luksemburškega leta 1409 dobil v posest grad Hunyadi v sedanji Hunedoari v Romuniji, po katerem je dobil priimek. Njegova narodnost je še vedno predmet razprav. Nekateri sodobni zgodovinarji trdijo, da je bil Vlah ali Romun, knez ali bojar iz Vlaške ali Transilvanije.  Drugi ga opisujejo kot kumanskega ali slovanskega plemiča. Sodobne raziskave kažejo, da se je Vojk preselil iz Vlaške v Transilvanijo. Njegovega najstarejšega sina Ivana (Jánosa) Hunyadija so njegovi sodobniki pogosto  imenovali  Vlah.
János Hunyadi, ki je bil talentiran vojaški poveljnik, je prvi v družini dobil status pravi baron kraljestva. Leta 1439 je bil imenovan za bana Severinske banovine in leta 1441 za vojvodo Transilvanije. Leta 1452 so mu podelili tudi naslov večnega (dednega)  grofa  Beszterce (zdaj  Bistrița, Romunija), ki je bil prvi dedni naslov v Ogrskem kraljestvu. Ob smrti je posedoval veliko posesti po celem Ogrskem kraljestvu. Njeva slava in vojna sreča sta bila vzrok, da so njegovega sina Matijo Korvina leta 1458 izvolili za ogrskega kralja.
Matija Korvin je vladal na Moravskem, v Avstriji in Šleziji in sosednjih pokrajinah. Poskušal je ustanoviti dinastijo in za prestolonaslednika imenoval svojega nezakonskega sina Ivana Korvina. Njegov načrt je spodletel. Ivan je po očetovi smrti leta 1490 obdržal samo vojvodino Opava in nekaj družinskih posesti na Ogrskem. Ivanov sin Krištof Korvin je bil zadnji moški član družine. Pri šestih letih je umrl. V otroštvu je umrla tudi njegova edina sestra Elizabeta in družina je izumrla.

## Poreklo
Družini Hunyadi  je prvo posest podelil ogrski kralj Sigismund  18. oktobra 1409. Na ta dan so Vojk  in štirje njegovi sorodniki dobili grad Hunyad in njegovo domeno. Darovnica  razen Vojka navaja njegova  brata Magosa in Randola, njihovega bratranca ali strica Radola in Vojkovega sina Ivana (Jánosa),  kasnejšega regenta Ogrske. Darovnica omenja tudi to, da je bilo Vojkovemu očetu ime Serbe, o poreklu družine pa ne piše ničesar.
Vojkov sin Ivan Hunyadi je imel v mladosti vzdevek Olah, se pravi Vlah, kar namiguje, da je bil romunskega porekla. Antonio Bonfini, dvorni zgodovinar Vojkovega vnuka, kralja Matije Korvina, nedvoumno trdi, da je bil Matija »rojen vlaškemu očetu«. To sta vedela tudi sveti rimski cesar Friderik III. in Benečan Sebastiano Baduario, ki omenja Romune kot »ljudstvo kralja Matije«.
Zgodovinarji iz 15. n 16. stoletja so ne glede na to, ali so bili za Hunyadije ali proti njim, različno poročali o statusu družine preden jim je kralj Sigismund podelil prvo posest.  Jan Długosz je Ivana Hunyadija opisal kot »moža neznanega porekla«. Podobno ga je opisal tudi Aeneas Silvius Piccolomini, ki pravi, da je »verjetno Vlah nižjega stanu« Johannes de Thurocz po drugi strani pravi, da je bil Ivan Hunyadi »iz znane vlaške plemiške družine«.
Johannes de Thurocz je zapisal tudi to, da ga je kralj Sigismund,  prevzet od Vojkove slave, »odpeljal iz Vlaške v svoje kraljestvo in ga tam naselil«. Njegov zapis namiguje, da se je Vojk iz svoje domovine Vlaške preselil v Ogrsko kraljestvo. V poznem 15. stoletju je zgodovinar Philippe de Commines omenil Vojkovega sina Ivana kot »belega viteza Vlaške«. Pál Engel, András Kubinyi in drugi zgodovinarji tistega časa so zato na podlagi teh podatkov pisali, da družina Hunyadi izvira iz vlaškega plemstva (bojarjev).
Druga skupina zgodovinarjev, v kateri izstopata Camil Mureşanu in Ion-Aurel Pop, trdi, da Vojk ni emigriral iz Vlaške, ampak je bil rojen v družini romunskih knezov iz pokrajine Hátszeg (romunsko Hațeg) ali Hunyad (romunsko Hunedoara). Zgodovinarja trdita, da bi Vojkov stari oče lahko bil nek Costea, ki ga omenja kraljeva listina iz leta 1360 in je imel sina z imenom Serbe (ime Vojkovega očeta). Po podatkih iz te listine sta Costea in Serbe ustanovila dve vasi v pokrajini Hátszeg. Zgodovinar Dezső Dümmerth ponuja tretje stališče o prednikih  Hunyadov.  Dümmerth  trdi, da je bil Vojk romuniziran Kuman in eden od vlaških bojarjev. Avtor vlaškim bojarjem  pripisuje  kumanske in tatarske prednike. Zgodovinar Miklós Molnár sprejema  vlaško domovino družine in hkrati trdi, da bi lahko imela slovanske prednike. Niti Paul Lendvai niti  András Boros-Kazai ne izključujeta možnosti, da so bili  Hunyadi slovanskega porekla.
Hitro napredovanje Ivana Hunyadija je presenečalo njegove sodobnike in dalo zamah legendam o njegovem poreklu. V eni od zgodb, ki jo je podrobno zapisal Gáspár Heltai, zgodovinar iz  16. stoletja, je bil Ivan Hunyadi nezakonski son kralja Sigismunda in neke Elizabete, hčerke bogatega bojarja iz Morzsine  (romunsko Morgina) v pokrajini Hunyad. Antonio Bonfini po drugi strani trdi, da je bila mati Ivana Hunyadija neimenovana Grkinja, sorodnica bizantinskih cesarjev.
O romunskem poreklu družine govori še več drugih legend. Antonio Bonfini, na primer, je pisal, da je »sledil njihovim prednikom do rimske družine Corvini«. Zgodba je verjetno povezana z družinskim grbom, na katerem je krokar (latinsko corvus) z zlatim prstanom v kljunu. Na kovancih kneza Vladislava I. Vlaškega iz leta 1365 je upodobljen krokarju podoben ptič. Zsuzsa Teke in nekateri drugi zgodovinarji na osnovi te podobnosti ne izključujejo možnosti, da so bili Hunyadi v sorodu z Basarabi, vladajoču dinastijo v kneževini Vlaški. Zgodovinar Péter E. Kovács meni, da ta teorija ni dovolj raziskana.

## Pomembni člani rodbine

### Vojk Hunyadi
Po trditvah sodobnih zgodovinarjev Johannesa de Thurocza in Gáspárja Heltaija je bil  Vojk rojen v Vlaški. Ko je od kralja Sigismunda dobil v dar grad Hunyad in njegovo domeno, je bil  »dvorni vitez« na kraljevem  dvoru, kar kaže, da je bil iz pomembne vlaške družine.  Sodobni zgodovinar Kubinyi piše, da se je Vojk pridružil Sigismundu najverjetneje leta 1395.   Tistega leta je Sigismund napadel Vlaško in na vlaški knežji prestol vrnil svojega odstavljenega   vazala Mirceo I. Vlaškega.
Vojk je bil zadnjič omenjen v kraljevi listini iz leta 1414.Umrl je pred 12. februarjem 1419.  Tistega dne je bila izdana listina s potrdilom, da je bila darovnica iz leta 1409 izdana za Vojkovega brata Randola in Vojkove sinove Ivana starejšega, Ivana mlajšega in Vojka. 

### Ivan Hunyadi starejši
Vojkov najstarejši sin Ivan Hunyadi je bil rojen med letoma 1405 in 1407. V mladosti je služil na dvorih Jurija Csákyja, Filippa Scolarija in drugih baronov kralja Sigismunda. Okoli leta 1429 se je poročil z Elizabeto Szilágyi. Njen oče je imel posesti v Bački.
V  zgodnjih 1430. letih  je na potovanjih  v Italijo in Češko v Sigismundovem spremstvu razvil svoje vojaške veščine. Ivana in mlajšega brata, katerega ime ni znano, je Sigismundov naslednik kralj Albert II. leta 1439 imenoval za bana Severinske banovine  (sedanja Dobreta-Turnu Severin, Romunija). Z imenovanjem sta brata dobila status pravih baronov.
Ivan Hunyadi starejši je leta 1441 postal vojvoda Transilvanije in grof Székelyjev. Njegova naloga je bila braniti južne meje Ogrske pred roparskimi pohodi iz Osmanskega cesarstva. Na varnskem križarskem pohodu na Balkan leta 1443  je v bitkah z Osmani večkrat zmagal.  Deželni stanovi so ga za obdobje mladoletnosti kralja Ladislava Posmrtnega   leta 1446 izvolili  za guvernerja. Po končani guvernaturi  mu je kralj Ladislav leta 1452 podelil naslov dednega grofa  Beszterce (sedanja Bistrița, Romunija). Podelitev dednega naslova je bila prva v Ogrskem kraljestvu. 
Ivan Hunyadi je bil takrat najbogatejši mož v kraljestvu. Posedoval je približno 25 trdnjav, 30 mest in več kot 1000 vasi.  Umrl je 11. avgusta 1456, kmalu po svoji največji zmagi nad Osmani med obleganjem Beograda.

### Ivan Hunyadi mlajši
Ivan Hunyadi mlajši je bil mlajši od dveh Vojkovih sinov z enakim imenom. Prvič je bil omenjen v darovnici družini Hunyadi  z datumom 12. februar 1419. Kralj Albert ga je skupaj s starejšim bratom leta 1439 imenoval za bana Severinske banovine. Umrl je v bitki z Osmani leta 1441. Brat ga je opisal kot »najhrabrejšega med hrabrimi«, kar kaže, da je bil pogumen vojak.

### Ladislav Hunyadi
Ladislav Hunyadi je bi starejši od dveh sinov Ivana Hunyadija starejšega in Elizabete Szilágyi. Rojen je bil okoli leta 1432. Pri dvajsetih je bil imenovan za  ispána (grofa) grofije Pozsony  v sedanji zahodni Slovaški, s čimer je postal »pravi baron«. Leta 1453 je postal ban Hrvaške in leta 1456 kraljevi konjušnik.
Po očetovi smrti leta 1456  je nasledil ogromne posesti. Ambiciozni Ladislav je v Beogradu  na zahrbten način  ujel svojega največjega nasprotnika Ulrika II. Celjskega in ga 9. novembra 1456 umoril. Kralj je pod pritiskom Ladislavu obljubil pomilostitev, vendar ge je naslednje leto aretiral in zaradi veleizdaje obsodil na smrt. Ladislava so 16. marca 1457 usmrtili.

### Matija Korvin
Matija Korvin je bil mlajši sin Ivana Hunyadija sterejšega in Elizabete Szilágyi, rojen 23. februarja 1443.  Na zahtevo kralja Ladislava V. Ogrskega je bil 14. marca 1457  skupaj s starejšim  bratom Ladislavom  aretiran.  Ladislav je bil dva dni kasneje usmrčen.  Kralj se je zbal, da  bo v kraljestvu izbruhnil upor in pobegnil v Prago.  S seboj je vzel tudi Matijo Korvina.
Kralj Ladislav je 23. novembra 1457 umrl. Ker ni imel  otrok, je bila sklicana skupščina, na kateri naj bi izvolili novega kralja.  Mihael Szilágyi, Matijev stric po materini strani, je na skupščino prišel z več kot 10.000  plemiči pod svojim poveljstvom in skupščina je 24. januarja 1458 za novega vladarja razgasila  Matijo Korvina.
Matija se je vrnil iz Prage in bil kronan šele 29. marca 1464, ker se je medtem  vojskoval s svojimi nasprotniki. Na zahtevo papeža Pavla II. je vodil križarski pohod proti češkim husitom in leta 1468 zasedel velik del Moravske in Šlezije. Katoliški moravski deželni stanovi so ga 3.  maja 1469 izvolili za češkega kralja.  Za kralja so ga priznali tudi Lužica in Šlezija, Češka pa je ostala pod oblastjo njegovih nasprotnikov Jurija Podjebradskega (do  1471) in Vladislava Jagelonskega. Matija je v več vojnah od leta 1480 do 1487  osvojil Spodnjo Lužico in Štajersko in leta 1487 uradno dobil naslov vojvode Avstrije.
Prvič se je poročil leta 1461 s Katarino Podjebradsko, ki je leta 1464 umrla.  Z njo ni imel otrok. Druga žena, Beatrice Neapeljska, s katero se je poročil leta 1476, je bila neplodna. V zadnjem desetletju vladavine je za naslednika ogrske krone imenoval svojega nezakonskega sina Ivana Korvina.  Matija  je umrl 6. aprila 1490.

### Ivan Korvin
Ivan Korvin je bil nezakonski sin kralja Matije Korvina in Barbare Edelpöck, rojen 2. aprila 1473.  Matija ga je javno priznal za svojega sina in ga leta 1481 imenoval za vojvodo Liptója (zdaj Liptov, Slovaška). V naslednjih letih je od  očeta dobil obsežne posesti  in leta 1485 vojvodino Troppau in pet šlezijskih vojvodin -  Beuthen, Leobschütz, Loslau, Ratibor in Tost.
Vsi očetovi poskusi, da bi po njegovi smrti Ivan nasledil ogrski prestol, so se kmalu po Matijevi smrti izkazali kot neuspešni.  Prelati in baroni so 15. julija 1490 za novega kralja izvolili Vladislava Jagelonskega.  Ivan je obdržal svoje posesti in vojvodino Troppau. Novi kralj mu je podelil naslov vojvode Slavonije, vendar ga je leta 1495 preklical. Leta 1501 mu je odvzel tudi vojvodino Troppau.
Ivan Korvin se je leta 1496  poročil  z Bestrice Frankopansko  s katero je imel hčerko Elizabeto in sina Krištofa.   Umrl je 12. oktobra 1504.  Sin je umrl star šest let, hčerka pa stara dvanajst let.

## Družinsko drevo
V družinskem drevesu so prikazani samo znani člani rodbine:
(* = rojen; † = umrl; ∞ = žena ali mož)
|                                                               |                                                               |                                                               |                                                               |                                                               |                                                               |                                |                                |                                                                             |                                                                             |                                                                             |                                                                             |                                                                             |                                                                             |                                                                 |                                                                 |                                                                 |                                                                 |                     |                     | Costea (?)           |                      |                      |                      |                       |                       |                       |                       |                                                         |                                                         |                                                         |                                                         |                                                           |                                                           |                                                           |                                                           |                                                           |                                                           |  |  |                               |                               |                               |                               |                               |                               |  |  |  |  |  |  |  |  |  |  |  |  |  |  |  |  |  |  |  |  |  |  |  |  |
|                                                               |                                                               |                                                               |                                                               |                                                               |                                                               |                                |                                |                                                                             |                                                                             |                                                                             |                                                                             |                                                                             |                                                                             |                                                                 |                                                                 |                                                                 |                                                                 |                     |                     |                      |                      |                      |                      |                       |                       |                       |                       |                                                         |                                                         |                                                         |                                                         |                                                           |                                                           |                                                           |                                                           |                                                           |                                                           |  |  |                               |                               |                               |                               |                               |                               |  |  |  |  |  |  |  |  |  |  |  |  |  |  |  |  |  |  |  |  |  |  |  |  |
|                                                               |                                                               |                                                               |                                                               |                                                               |                                                               |                                |                                |                                                                             |                                                                             |                                                                             |                                                                             |                                                                             |                                                                             |                                                                 |                                                                 |                                                                 |                                                                 |                     |                     |                      |                      |                      |                      |                       |                       |                       |                       |                                                         |                                                         |                                                         |                                                         |                                                           |                                                           |                                                           |                                                           |                                                           |                                                           |  |  |                               |                               |                               |                               |                               |                               |  |  |  |  |  |  |  |  |  |  |  |  |  |  |  |  |  |  |  |  |  |  |  |  |
|                                                               |                                                               |                                                               |                                                               |                                                               |                                                               |                                |                                |                                                                             |                                                                             |                                                                             |                                                                             |                                                                             |                                                                             |                                                                 |                                                                 |                                                                 |                                                                 |                     |                     | Serbe † pred 1409    | Serbe † pred 1409    | Serbe † pred 1409    | Serbe † pred 1409    | Serbe † pred 1409     | Serbe † pred 1409     |                       |                       | Radol (?) (omenjen 1409)                                | Radol (?) (omenjen 1409)                                | Radol (?) (omenjen 1409)                                | Radol (?) (omenjen 1409)                                | Radol (?) (omenjen 1409)                                  | Radol (?) (omenjen 1409)                                  |                                                           |                                                           |                                                           |                                                           |  |  |                               |                               |                               |                               |                               |                               |  |  |  |  |  |  |  |  |  |  |  |  |  |  |  |  |  |  |  |  |  |  |  |  |
|                                                               |                                                               |                                                               |                                                               |                                                               |                                                               |                                |                                |                                                                             |                                                                             |                                                                             |                                                                             |                                                                             |                                                                             |                                                                 |                                                                 |                                                                 |                                                                 |                     |                     | Serbe † pred 1409    | Serbe † pred 1409    | Serbe † pred 1409    | Serbe † pred 1409    | Serbe † pred 1409     | Serbe † pred 1409     |                       |                       | Radol (?) (omenjen 1409)                                | Radol (?) (omenjen 1409)                                | Radol (?) (omenjen 1409)                                | Radol (?) (omenjen 1409)                                | Radol (?) (omenjen 1409)                                  | Radol (?) (omenjen 1409)                                  |                                                           |                                                           |                                                           |                                                           |  |  |                               |                               |                               |                               |                               |                               |  |  |  |  |  |  |  |  |  |  |  |  |  |  |  |  |  |  |  |  |  |  |  |  |
|                                                               |                                                               |                                                               |                                                               |                                                               |                                                               |                                |                                |                                                                             |                                                                             |                                                                             |                                                                             |                                                                             |                                                                             |                                                                 |                                                                 |                                                                 |                                                                 |                     |                     |                      |                      |                      |                      |                       |                       |                       |                       |                                                         |                                                         |                                                         |                                                         |                                                           |                                                           |                                                           |                                                           |                                                           |                                                           |  |  |                               |                               |                               |                               |                               |                               |  |  |  |  |  |  |  |  |  |  |  |  |  |  |  |  |  |  |  |  |  |  |  |  |
|                                                               |                                                               |                                                               |                                                               |                                                               |                                                               |                                |                                |                                                                             |                                                                             |                                                                             |                                                                             | Vojk (omenjen 1409–1414) † pred 1419 ∞ (Elizabea) Morzsinai (?)             | Vojk (omenjen 1409–1414) † pred 1419 ∞ (Elizabea) Morzsinai (?)             | Vojk (omenjen 1409–1414) † pred 1419 ∞ (Elizabea) Morzsinai (?) | Vojk (omenjen 1409–1414) † pred 1419 ∞ (Elizabea) Morzsinai (?) | Vojk (omenjen 1409–1414) † pred 1419 ∞ (Elizabea) Morzsinai (?) | Vojk (omenjen 1409–1414) † pred 1419 ∞ (Elizabea) Morzsinai (?) |                     |                     | Magos (omenjen 1409) | Magos (omenjen 1409) | Magos (omenjen 1409) | Magos (omenjen 1409) | Magos (omenjen 1409)  | Magos (omenjen 1409)  |                       |                       | Radol (omenjen 1409–1419) † pred 1429 ∞ Ankó Branicskai | Radol (omenjen 1409–1419) † pred 1429 ∞ Ankó Branicskai | Radol (omenjen 1409–1419) † pred 1429 ∞ Ankó Branicskai | Radol (omenjen 1409–1419) † pred 1429 ∞ Ankó Branicskai | Radol (omenjen 1409–1419) † pred 1429 ∞ Ankó Branicskai   | Radol (omenjen 1409–1419) † pred 1429 ∞ Ankó Branicskai   |                                                           |                                                           |                                                           |                                                           |  |  |                               |                               |                               |                               |                               |                               |  |  |  |  |  |  |  |  |  |  |  |  |  |  |  |  |  |  |  |  |  |  |  |  |
|                                                               |                                                               |                                                               |                                                               |                                                               |                                                               |                                |                                |                                                                             |                                                                             |                                                                             |                                                                             | Vojk (omenjen 1409–1414) † pred 1419 ∞ (Elizabea) Morzsinai (?)             | Vojk (omenjen 1409–1414) † pred 1419 ∞ (Elizabea) Morzsinai (?)             | Vojk (omenjen 1409–1414) † pred 1419 ∞ (Elizabea) Morzsinai (?) | Vojk (omenjen 1409–1414) † pred 1419 ∞ (Elizabea) Morzsinai (?) | Vojk (omenjen 1409–1414) † pred 1419 ∞ (Elizabea) Morzsinai (?) | Vojk (omenjen 1409–1414) † pred 1419 ∞ (Elizabea) Morzsinai (?) |                     |                     | Magos (omenjen 1409) | Magos (omenjen 1409) | Magos (omenjen 1409) | Magos (omenjen 1409) | Magos (omenjen 1409)  | Magos (omenjen 1409)  |                       |                       | Radol (omenjen 1409–1419) † pred 1429 ∞ Ankó Branicskai | Radol (omenjen 1409–1419) † pred 1429 ∞ Ankó Branicskai | Radol (omenjen 1409–1419) † pred 1429 ∞ Ankó Branicskai | Radol (omenjen 1409–1419) † pred 1429 ∞ Ankó Branicskai | Radol (omenjen 1409–1419) † pred 1429 ∞ Ankó Branicskai   | Radol (omenjen 1409–1419) † pred 1429 ∞ Ankó Branicskai   |                                                           |                                                           |                                                           |                                                           |  |  |                               |                               |                               |                               |                               |                               |  |  |  |  |  |  |  |  |  |  |  |  |  |  |  |  |  |  |  |  |  |  |  |  |
|                                                               |                                                               |                                                               |                                                               |                                                               |                                                               |                                |                                |                                                                             |                                                                             |                                                                             |                                                                             |                                                                             |                                                                             |                                                                 |                                                                 |                                                                 |                                                                 |                     |                     |                      |                      |                      |                      |                       |                       |                       |                       |                                                         |                                                         |                                                         |                                                         |                                                           |                                                           |                                                           |                                                           |                                                           |                                                           |  |  |                               |                               |                               |                               |                               |                               |  |  |  |  |  |  |  |  |  |  |  |  |  |  |  |  |  |  |  |  |  |  |  |  |
| Ivan Hunyadi st. (?) * okoli 1405 † 1456 ∞ Elizabeta Szilágyi | Ivan Hunyadi st. (?) * okoli 1405 † 1456 ∞ Elizabeta Szilágyi | Ivan Hunyadi st. (?) * okoli 1405 † 1456 ∞ Elizabeta Szilágyi | Ivan Hunyadi st. (?) * okoli 1405 † 1456 ∞ Elizabeta Szilágyi | Ivan Hunyadi st. (?) * okoli 1405 † 1456 ∞ Elizabeta Szilágyi | Ivan Hunyadi st. (?) * okoli 1405 † 1456 ∞ Elizabeta Szilágyi |                                |                                | Ivan Hunyadi ml. (omenjen 1419–1441) † 1441                                 | Ivan Hunyadi ml. (omenjen 1419–1441) † 1441                                 | Ivan Hunyadi ml. (omenjen 1419–1441) † 1441                                 | Ivan Hunyadi ml. (omenjen 1419–1441) † 1441                                 | Ivan Hunyadi ml. (omenjen 1419–1441) † 1441                                 | Ivan Hunyadi ml. (omenjen 1419–1441) † 1441                                 |                                                                 |                                                                 | Vojk (omenjen 1419)                                             | Vojk (omenjen 1419)                                             | Vojk (omenjen 1419) | Vojk (omenjen 1419) | Vojk (omenjen 1419)  | Vojk (omenjen 1419)  |                      |                      | Hčerka ∞ Ivan Székely | Hčerka ∞ Ivan Székely | Hčerka ∞ Ivan Székely | Hčerka ∞ Ivan Székely | Hčerka ∞ Ivan Székely                                   | Hčerka ∞ Ivan Székely                                   |                                                         |                                                         | Klara (?) (omenjena 1450–1467) ∞ Jurij Pongrác Dengeleški | Klara (?) (omenjena 1450–1467) ∞ Jurij Pongrác Dengeleški | Klara (?) (omenjena 1450–1467) ∞ Jurij Pongrác Dengeleški | Klara (?) (omenjena 1450–1467) ∞ Jurij Pongrác Dengeleški | Klara (?) (omenjena 1450–1467) ∞ Jurij Pongrác Dengeleški | Klara (?) (omenjena 1450–1467) ∞ Jurij Pongrác Dengeleški |  |  | Marina (?) ∞ Manzilla Argeșka | Marina (?) ∞ Manzilla Argeșka | Marina (?) ∞ Manzilla Argeșka | Marina (?) ∞ Manzilla Argeșka | Marina (?) ∞ Manzilla Argeșka | Marina (?) ∞ Manzilla Argeșka |  |  |  |  |  |  |  |  |  |  |  |  |  |  |  |  |  |  |  |  |  |  |  |  |
| Ivan Hunyadi st. (?) * okoli 1405 † 1456 ∞ Elizabeta Szilágyi | Ivan Hunyadi st. (?) * okoli 1405 † 1456 ∞ Elizabeta Szilágyi | Ivan Hunyadi st. (?) * okoli 1405 † 1456 ∞ Elizabeta Szilágyi | Ivan Hunyadi st. (?) * okoli 1405 † 1456 ∞ Elizabeta Szilágyi | Ivan Hunyadi st. (?) * okoli 1405 † 1456 ∞ Elizabeta Szilágyi | Ivan Hunyadi st. (?) * okoli 1405 † 1456 ∞ Elizabeta Szilágyi |                                |                                | Ivan Hunyadi ml. (omenjen 1419–1441) † 1441                                 | Ivan Hunyadi ml. (omenjen 1419–1441) † 1441                                 | Ivan Hunyadi ml. (omenjen 1419–1441) † 1441                                 | Ivan Hunyadi ml. (omenjen 1419–1441) † 1441                                 | Ivan Hunyadi ml. (omenjen 1419–1441) † 1441                                 | Ivan Hunyadi ml. (omenjen 1419–1441) † 1441                                 |                                                                 |                                                                 | Vojk (omenjen 1419)                                             | Vojk (omenjen 1419)                                             | Vojk (omenjen 1419) | Vojk (omenjen 1419) | Vojk (omenjen 1419)  | Vojk (omenjen 1419)  |                      |                      | Hčerka ∞ Ivan Székely | Hčerka ∞ Ivan Székely | Hčerka ∞ Ivan Székely | Hčerka ∞ Ivan Székely | Hčerka ∞ Ivan Székely                                   | Hčerka ∞ Ivan Székely                                   |                                                         |                                                         | Klara (?) (omenjena 1450–1467) ∞ Jurij Pongrác Dengeleški | Klara (?) (omenjena 1450–1467) ∞ Jurij Pongrác Dengeleški | Klara (?) (omenjena 1450–1467) ∞ Jurij Pongrác Dengeleški | Klara (?) (omenjena 1450–1467) ∞ Jurij Pongrác Dengeleški | Klara (?) (omenjena 1450–1467) ∞ Jurij Pongrác Dengeleški | Klara (?) (omenjena 1450–1467) ∞ Jurij Pongrác Dengeleški |  |  | Marina (?) ∞ Manzilla Argeșka | Marina (?) ∞ Manzilla Argeșka | Marina (?) ∞ Manzilla Argeșka | Marina (?) ∞ Manzilla Argeșka | Marina (?) ∞ Manzilla Argeșka | Marina (?) ∞ Manzilla Argeșka |  |  |  |  |  |  |  |  |  |  |  |  |  |  |  |  |  |  |  |  |  |  |  |  |
|                                                               |                                                               |                                                               |                                                               |                                                               |                                                               |                                |                                |                                                                             |                                                                             |                                                                             |                                                                             |                                                                             |                                                                             |                                                                 |                                                                 |                                                                 |                                                                 |                     |                     |                      |                      |                      |                      |                       |                       |                       |                       |                                                         |                                                         |                                                         |                                                         |                                                           |                                                           |                                                           |                                                           |                                                           |                                                           |  |  |                               |                               |                               |                               |                               |                               |  |  |  |  |  |  |  |  |  |  |  |  |  |  |  |  |  |  |  |  |  |  |  |  |
| Ladislav Hunyadi * okoli 1432 † 1457                          | Ladislav Hunyadi * okoli 1432 † 1457                          | Ladislav Hunyadi * okoli 1432 † 1457                          | Ladislav Hunyadi * okoli 1432 † 1457                          | Ladislav Hunyadi * okoli 1432 † 1457                          | Ladislav Hunyadi * okoli 1432 † 1457                          |                                |                                | Matija Korvin * 1443 † 1490 1∞ Katarina Podjebradska 2∞ Beatrice Neapeljska | Matija Korvin * 1443 † 1490 1∞ Katarina Podjebradska 2∞ Beatrice Neapeljska | Matija Korvin * 1443 † 1490 1∞ Katarina Podjebradska 2∞ Beatrice Neapeljska | Matija Korvin * 1443 † 1490 1∞ Katarina Podjebradska 2∞ Beatrice Neapeljska | Matija Korvin * 1443 † 1490 1∞ Katarina Podjebradska 2∞ Beatrice Neapeljska | Matija Korvin * 1443 † 1490 1∞ Katarina Podjebradska 2∞ Beatrice Neapeljska |                                                                 |                                                                 |                                                                 |                                                                 |                     |                     |                      |                      |                      |                      |                       |                       |                       |                       |                                                         |                                                         |                                                         |                                                         |                                                           |                                                           |                                                           |                                                           |                                                           |                                                           |  |  |                               |                               |                               |                               |                               |                               |  |  |  |  |  |  |  |  |  |  |  |  |  |  |  |  |  |  |  |  |  |  |  |  |
| Ladislav Hunyadi * okoli 1432 † 1457                          | Ladislav Hunyadi * okoli 1432 † 1457                          | Ladislav Hunyadi * okoli 1432 † 1457                          | Ladislav Hunyadi * okoli 1432 † 1457                          | Ladislav Hunyadi * okoli 1432 † 1457                          | Ladislav Hunyadi * okoli 1432 † 1457                          |                                |                                | Matija Korvin * 1443 † 1490 1∞ Katarina Podjebradska 2∞ Beatrice Neapeljska | Matija Korvin * 1443 † 1490 1∞ Katarina Podjebradska 2∞ Beatrice Neapeljska | Matija Korvin * 1443 † 1490 1∞ Katarina Podjebradska 2∞ Beatrice Neapeljska | Matija Korvin * 1443 † 1490 1∞ Katarina Podjebradska 2∞ Beatrice Neapeljska | Matija Korvin * 1443 † 1490 1∞ Katarina Podjebradska 2∞ Beatrice Neapeljska | Matija Korvin * 1443 † 1490 1∞ Katarina Podjebradska 2∞ Beatrice Neapeljska |                                                                 |                                                                 |                                                                 |                                                                 |                     |                     |                      |                      |                      |                      |                       |                       |                       |                       |                                                         |                                                         |                                                         |                                                         |                                                           |                                                           |                                                           |                                                           |                                                           |                                                           |  |  |                               |                               |                               |                               |                               |                               |  |  |  |  |  |  |  |  |  |  |  |  |  |  |  |  |  |  |  |  |  |  |  |  |
|                                                               |                                                               |                                                               |                                                               |                                                               |                                                               |                                |                                | Ivan Korvin (nezakonski sin) * 1473 † 1504 ∞ Beatrice Frankopanska          |                                                                             |                                                                             |                                                                             |                                                                             |                                                                             |                                                                 |                                                                 |                                                                 |                                                                 |                     |                     |                      |                      |                      |                      |                       |                       |                       |                       |                                                         |                                                         |                                                         |                                                         |                                                           |                                                           |                                                           |                                                           |                                                           |                                                           |  |  |                               |                               |                               |                               |                               |                               |  |  |  |  |  |  |  |  |  |  |  |  |  |  |  |  |  |  |  |  |  |  |  |  |
|                                                               |                                                               |                                                               |                                                               |                                                               |                                                               |                                |                                |                                                                             |                                                                             |                                                                             |                                                                             |                                                                             |                                                                             |                                                                 |                                                                 |                                                                 |                                                                 |                     |                     |                      |                      |                      |                      |                       |                       |                       |                       |                                                         |                                                         |                                                         |                                                         |                                                           |                                                           |                                                           |                                                           |                                                           |                                                           |  |  |                               |                               |                               |                               |                               |                               |  |  |  |  |  |  |  |  |  |  |  |  |  |  |  |  |  |  |  |  |  |  |  |  |
|                                                               |                                                               |                                                               |                                                               |                                                               |                                                               |                                |                                |                                                                             |                                                                             |                                                                             |                                                                             |                                                                             |                                                                             |                                                                 |                                                                 |                                                                 |                                                                 |                     |                     |                      |                      |                      |                      |                       |                       |                       |                       |                                                         |                                                         |                                                         |                                                         |                                                           |                                                           |                                                           |                                                           |                                                           |                                                           |  |  |                               |                               |                               |                               |                               |                               |  |  |  |  |  |  |  |  |  |  |  |  |  |  |  |  |  |  |  |  |  |  |  |  |
|                                                               |                                                               |                                                               |                                                               | Elizabeta Korvin * 1496 † 1508                                | Elizabeta Korvin * 1496 † 1508                                | Elizabeta Korvin * 1496 † 1508 | Elizabeta Korvin * 1496 † 1508 | Elizabeta Korvin * 1496 † 1508                                              | Elizabeta Korvin * 1496 † 1508                                              |                                                                             |                                                                             | Krištof Korvin * 1499 † 1505                                                | Krištof Korvin * 1499 † 1505                                                | Krištof Korvin * 1499 † 1505                                    | Krištof Korvin * 1499 † 1505                                    | Krištof Korvin * 1499 † 1505                                    | Krištof Korvin * 1499 † 1505                                    |                     |                     |                      |                      |                      |                      |                       |                       |                       |                       |                                                         |                                                         |                                                         |                                                         |                                                           |                                                           |                                                           |                                                           |                                                           |                                                           |  |  |                               |                               |                               |                               |                               |                               |  |  |  |  |  |  |  |  |  |  |  |  |  |  |  |  |  |  |  |  |  |  |  |  |

### Primarni viri
- Aeneas Silvius Piccolomini.  Europe (c. 1400–1458).  The Catholic University of America Press, 2013. ISBN 978-0-8132-2182-3.
- The Annals of Jan Długosz. IM Publications, 1997. ISBN 1-901019-00-4.
- Thuróczy János. Magyar krónika. Magyar Helikon, 1957).

### Sekundarni viri
- Agnew, Hugh (2004). The Czechs and the Lands of the Bohemian Crown. Hoover Institution Press. ISBN 978-0-8179-4491-9.
- Armbruster, Adolf (1972). Romanitatea românilor: Istoria unei idei. Romanian Academy Publishing House.
- Bak, János (1994). The Late Medieval Period, 1382–1526. V Sugar, Peter F.; Hanák, Péter; Frank, Tibor. A History of Hungary. Indiana University Press. str. 54–82. ISBN 963-7081-01-1.
- Bolovan, Ioan; Constantiniu, Florin; Michelson, Paul E.; Pop, Ioan Aurel; Popa, Cristian; Popa, Marcel; Scurtu, Ioan; Treptow, Kurt W.; Vultur, Marcela; Watts, Larry L. (1997). A History of Romania. The Center for Romanian Studies. ISBN 973-98091-0-3.
- Boros-Kazai, András (2005). Hungary. V Frucht, Richard. Eastern Europe: An Introduction to the People, Lands, and Culture. ABC Clio. str. 329–412. ISBN 1-57607-801-9.
- Cartledge, Bryan (2011). The Will to Survive: A History of Hungary. C. Hurst & Co. ISBN 978-1-84904-112-6.
- Dümmerth, Dezső (1985). A két Hunyadi (v madžarščini). Panoráma. ISBN 963-243-279-7.
- E. Kovács, Péter (1990). Matthias Corvinus (v madžarščini). Officina Nova. ISBN 963-7835-49-0.
- Engel, Pál (2001). The Realm of St Stephen: A History of Medieval Hungary, 895–1526. I.B. Tauris Publishers. ISBN 1-86064-061-3.
- Van Antwerp Fine, John (1994). The Late Medieval Balkans: A Critical Survey from the Late Twelfth Century to the Ottoman Conquest. University of Michigan Press. COBISS 40589569. ISBN 0-472-08260-4.
- Kubinyi, András (2008). Matthias Rex. Balassi Kiadó. ISBN 978-963-506-767-1.
- Lendvai, Paul (2003). The Hungarians: A Thousand Years of Victory in Defeat. Princeton University Press. ISBN 978-0-691-11969-4.
- Makkai, László (1994). The Three Nations of Transylvania (1360–1526). V Köpeczi, Béla; Barta, Gábor; Bóna, István; Makkai, László; Szász, Zoltán; Borus, Judit. History of Transylvania. Akadémiai Kiadó. str. 178–243. ISBN 963-05-6703-2.
- Markó, László (2000). A magyar állam főméltóságai Szent Istvántól napjainkig: Életrajzi lexikon. Biographical Enncyclopedia (v madžarščini). Magyar Könyvklub. ISBN 963-547-085-1.
- Molnár, Miklós (2001). A Concise History of Hungary. Cambridge University Press. ISBN 978-0-521-66736-4.
- Mureşanu, Camil (2001). John Hunyadi: Defender of Christendom. Iaşi : Center for Romanian Studies. ISBN 9789739432184.
- Pop, Ioan-Aurel (2005). Transylvania in the 14th century and the first half of the 15th century (1300–1456). V  Pop, Ioan-Aurel; Nägler, Thomas. The History of Transylvania, Vol. I. (do leta 1541). Romanian Cultural Institute. Center for Transylvanian Studies. str. 247–298. ISBN 973-7784-00-6.
- Pop, Ioan-Aurel (2012). The Names in the Family of King Matthias Corvinus: From Old Sources to Contemporary Historiography (PDF). Ethnographica et folkloristica Carpathica. Debreceni Egyetem Néprajzi Tanszék. 17/35: 11–40. ISSN 0139-0600.
- Teke, Zsuzsa (1980). Hunyadi János és kora (v madžarščini). Gondolat. ISBN 963-280-951-3.